# Sky Office (Düsseldorf)

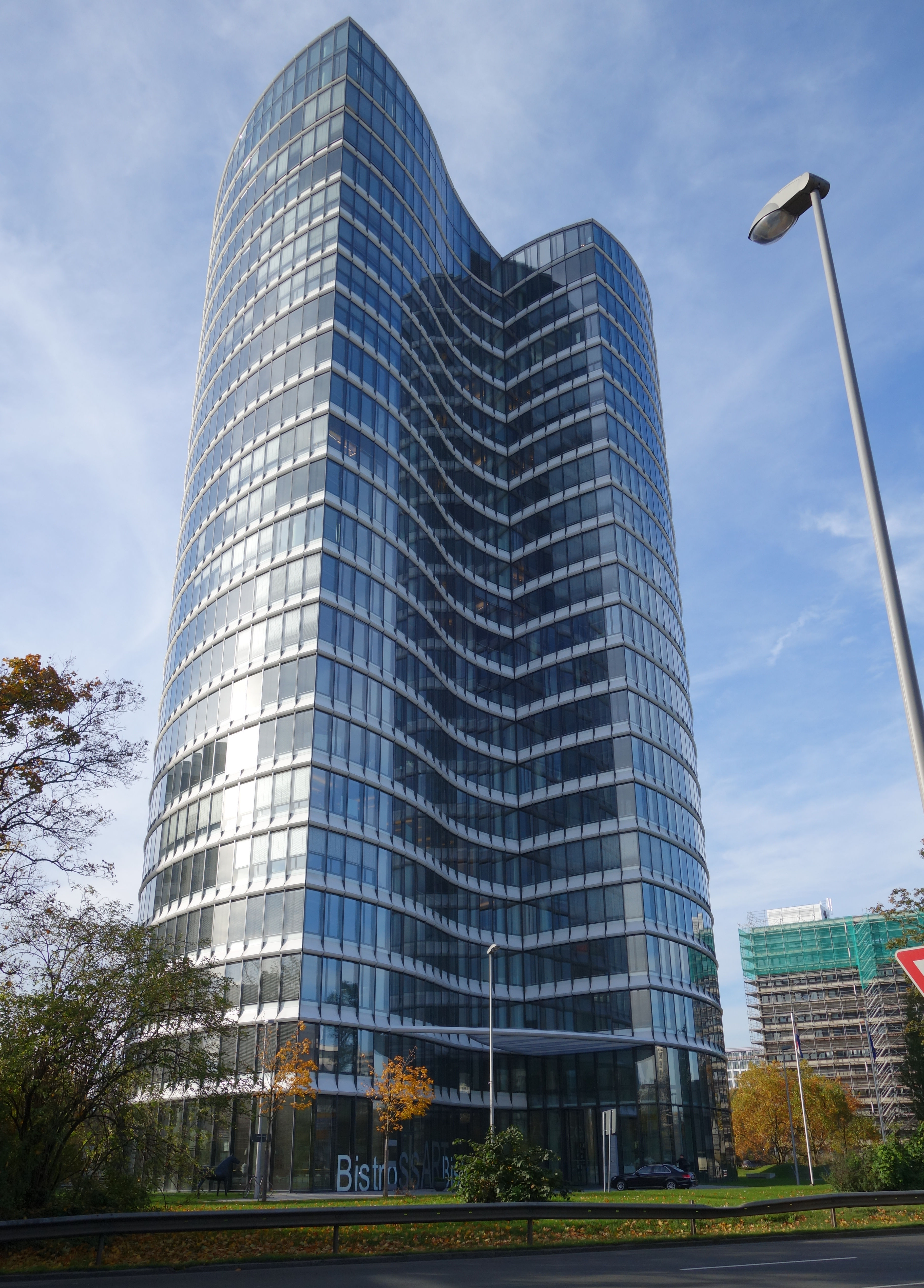
Sky Office, Ansicht vom Kennedydamm, 2015

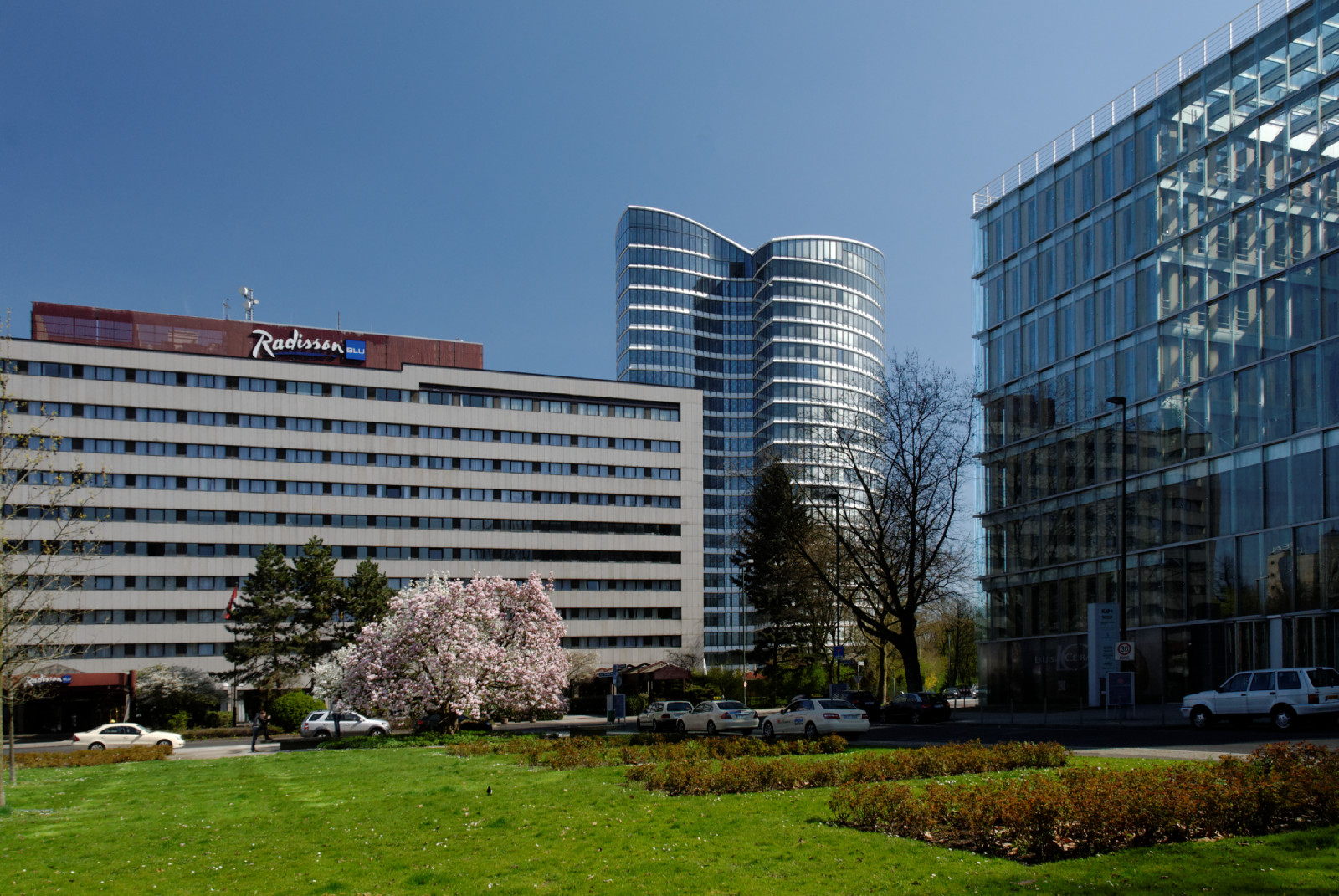
Ansicht vom Karl-Arnold-Platz, 2011

Das Sky Office ist ein Bürogebäude am Kennedydamm im Düsseldorfer Stadtteil Golzheim, in der Nähe der Fachhochschule Düsseldorf. Es wurde im Mai 2009 eröffnet.
Das Haus wurde vom Architekten Christoph Ingenhoven mit seinem Büro Ingenhoven Architekten entworfen und befand sich seit 2008 in Bau. Das Sky Office ist mit 89 Metern das siebthöchste Gebäude der Stadt. Es hat 23 Etagen mit einer Bruttogeschäftsfläche von etwa 30.000 m². Hinzu kommen zwei Tiefgaragen, von denen eine unmittelbar an den Kennedydamm (Bundesstraße 8) angeschlossen ist. Das Gebäude in Form einer Doppellinse wird von einem kleinen Park umgeben.
Mieter des Bürohochhauses sind unter anderem McKinsey & Company.